# سكوت أبلتون
سكوت أبلتون (بالإنجليزية: Scott Appleton)‏ هو لاعب كرة قدم أمريكية أمريكي، ولد في 20 فبراير 1942 في برادي في الولايات المتحدة، وتوفي بنفس المكان في 5 مارس 1992.

## وصلات خارجية
- سكوت أبلتون على موقع مرجع كرة القدم المحترفة.كوم (الإنجليزية)